# Sẻ đồng đầu đỏ

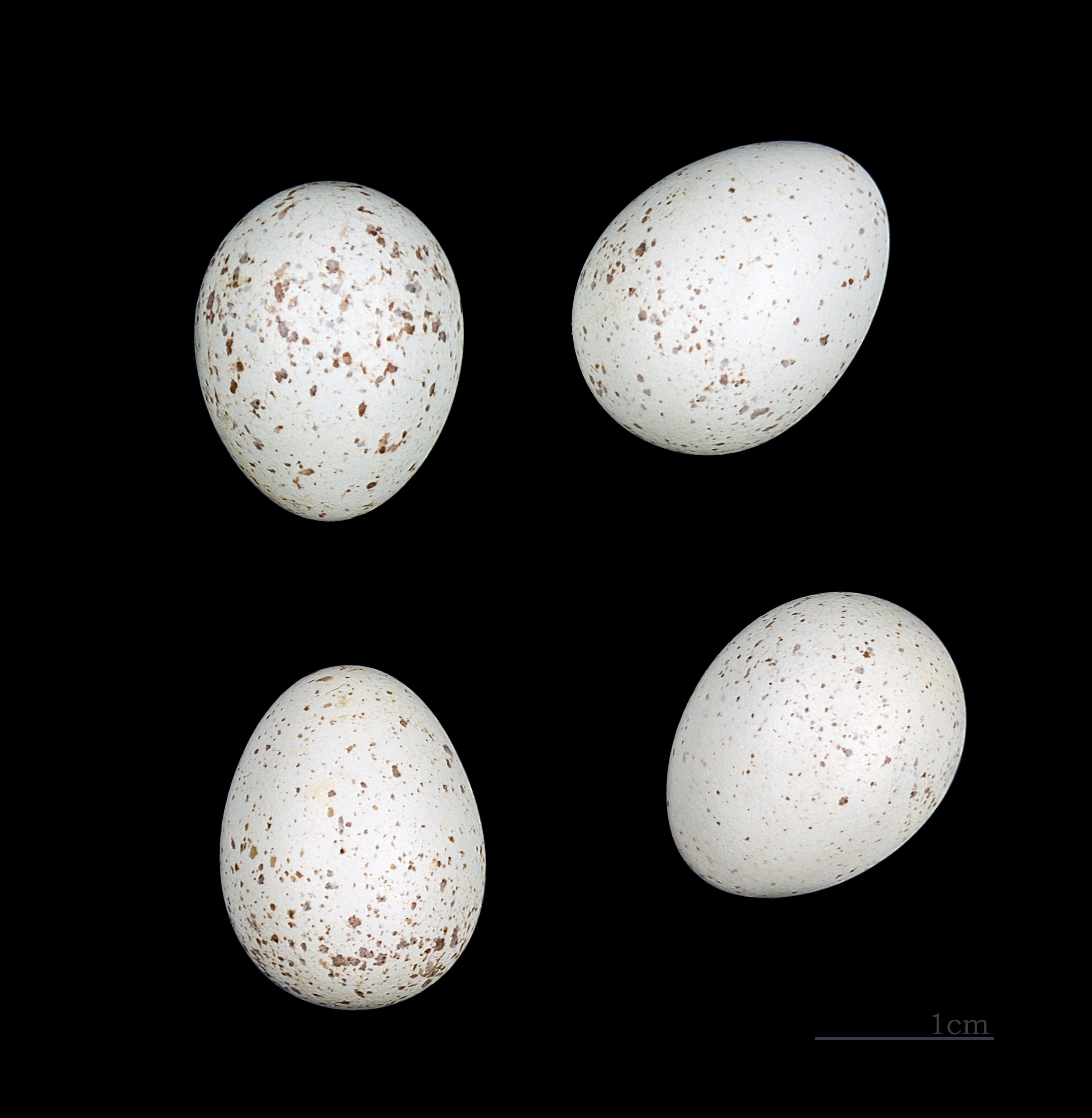
Emberiza bruniceps

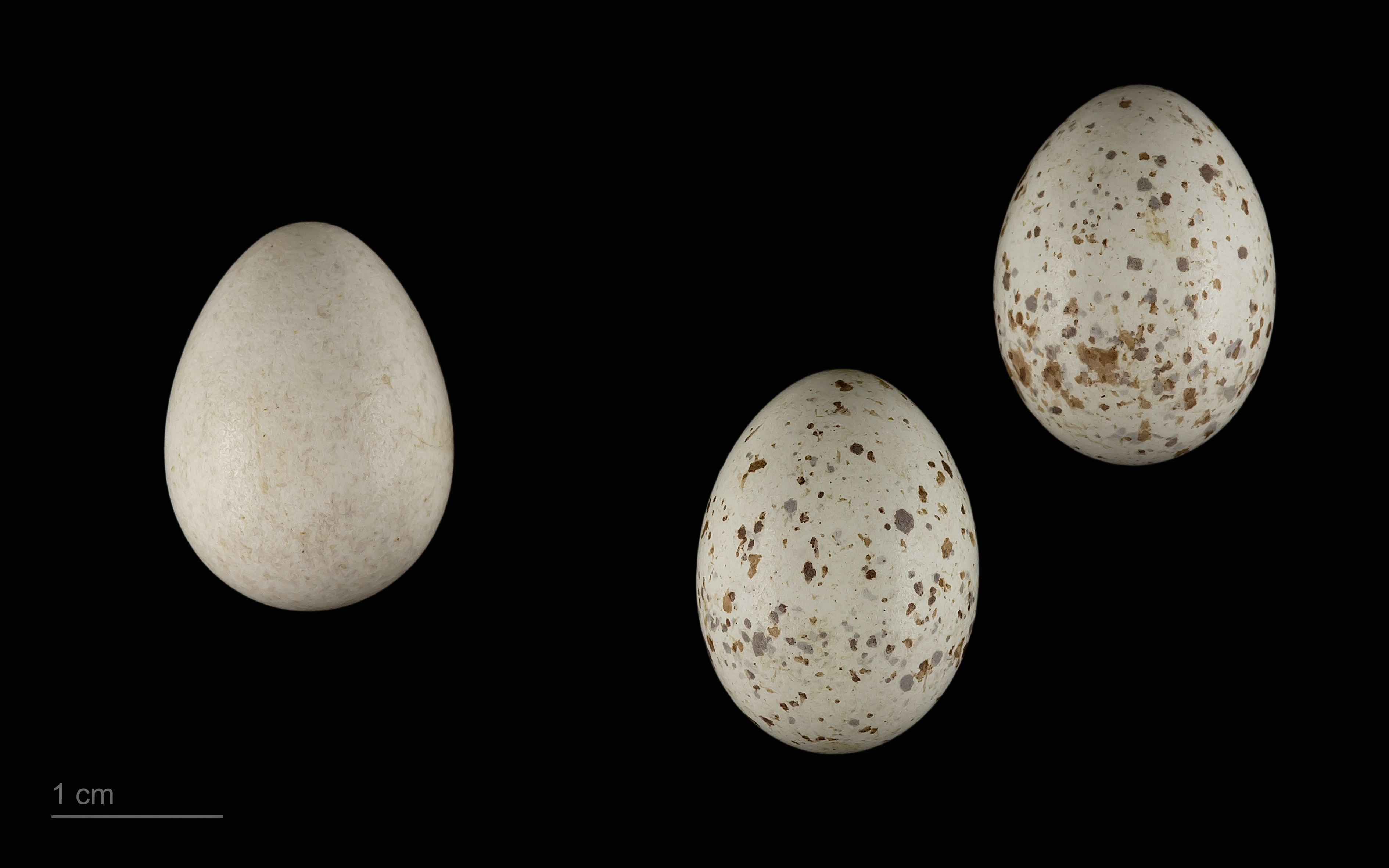
Cuculus canorus canorus + Emberiza bruniceps

Emberiza bruniceps là một loài chim trong họ Emberizidae.

## Hình ảnh

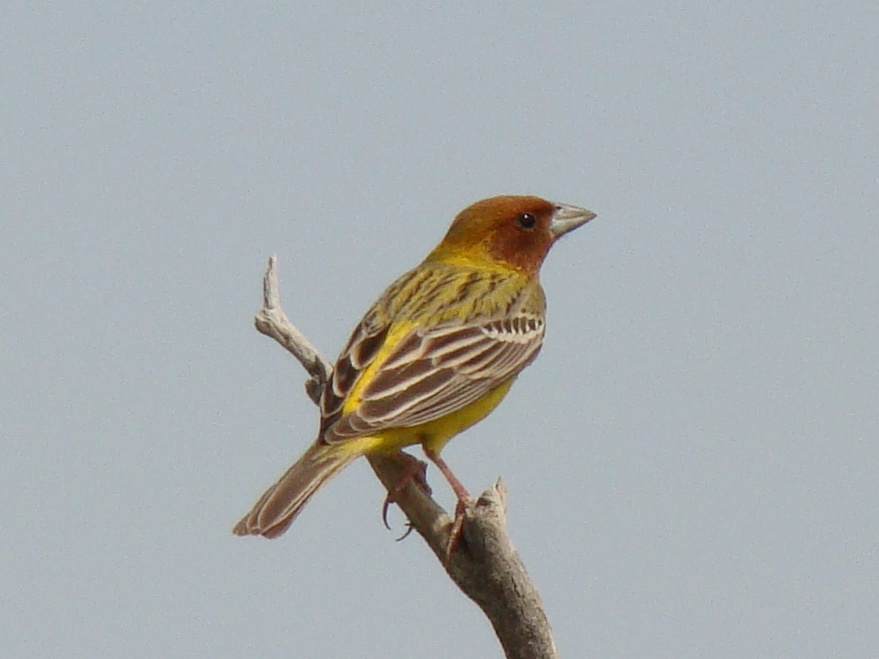
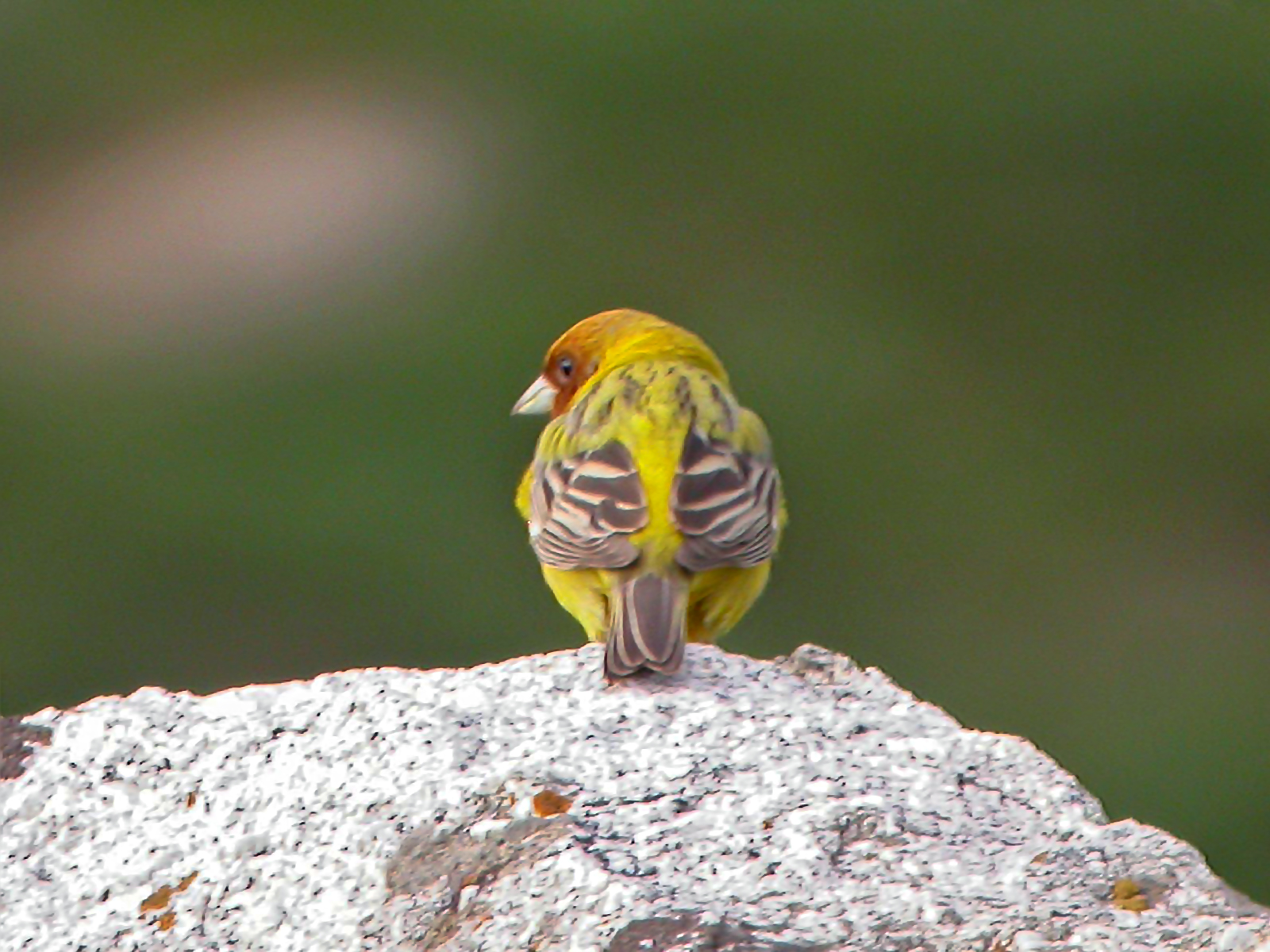